# San Fratello
San Fratellohästarna är en hästras som föds upp i ett halvvilt tillstånd i Nebrodibergen på Sicilien. Trots många försök att förbättra rasen har man misslyckats då miljön, betet och klimatet sätter starkare spår på hästen. I fångenskap används rasen mycket inom turistridning och långritter då de är lätthanterliga och säkra på foten. 

## Historia
San Fratellon har funnits i skogarna vid bergen i Messina på Sicilien sedan antiken. Folket i närheten av bergen tämjde hästarna och fixerade deras typ genom en selektiv avel med de bästa exemplaren. 
Man försökte sig på att ytterligare förbättra rasen med inblandning av Angloaraber och den italienska hästrasen Salerno. Men livet i frihet uppe i bergen hade starkare effekt och rasen genomgick inte några större förändringar. Korsningar med en annan italiensk hästras, Maremmanan gav några förbättringar på rasens exteriör.

## Egenskaper
San Fratellohästen utmärks av det något stora huvudet, med rak nosprofil och stora ögon. Rasen har smala, smäckra ben och hårda hovar som passar en bergshäst och de är mycket säkra på foten. Hästarna är alltid svarta eller bruna och vita tecken är ovanligt. Klimatet med varma somrar och hårda vintrar har härdat hästarna som är naturligt sunda och tåliga. 
Rasen är ganska lättfödd och uthållig med ett lugnt temperament. Hästarna används inom såväl ridning som körning och som packdjur och i Messina används de ofta till långritter och turistridning då de är så fogliga att vem som helst kan rida dem, samt riktigt säkra på foten. 